# William Talman (architetto)
William Talman (1650 – 1719) è stato un architetto britannico.

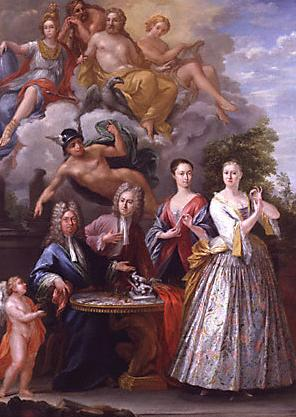
La famiglia Talman in un quadro di Giuseppe Grisoni.

Allievo di Christopher Wren, è noto per aver realizzato la Chatsworth House, considerata la prima casa privata barocca in Gran Bretagna. Secondo alcune fonti, Talman sarebbe stato un uomo rude, e per questo motivo gli sarebbe stato preferito John Vanbrugh per realizzare Castle Howard.
Nella sua lunga carriera ha realizzato molte ville. Fra queste vanno segnalate:
- Hanbury Hall, Worcestershire;
- Herriard Park, Hampshire;
- Kimberley Hall, Norfolk;
- Lowther Castle, Cumbria;
- Milton Hall, Peterborough;
- Swallowfield, Berkshire;
- Uppark, West Sussex;
- Waldershare Park, Kent.

Talman e la sua famiglia sono stati immortalati in un ritratto di Giuseppe Grisoni conservato alla National Portrait Gallery di Londra.